# Beni Bouateb
Beni Bouateb est une commune de la wilaya de Chlef en Algérie, située à près de 90 km au sud-est de Chlef, au fond de la vallée de l'oued Fodda, au cœur de l'Ouarsenis. D'un enclavement important, elle est limitrophe des wilayas de Tissemsilt au sud et de Aïn Defla à l'est. La commune compte environ 5 000 habitants.[réf. nécessaire]
Dans la région se trouve le barrage de Oued Fodda appelé localement Steeg.
Les Beni Bouateb, tribu berbère - le zénète était parlé jusqu'au début du XXe siècle selon BASSET - occupent une région très accidentée et pauvre, la population a massivement fui la région vers El Karimia ou Oued Fodda durant les années 1990 et a du mal à revenir vers ses terres.

## Sources, notes et références
1. ↑  « Wilaya de Chlef : répartition de la population résidente des ménages ordinaires et collectifs, selon la commune de résidence et la dispersion ». Données du recensement général de la population et de l'habitat de 2008 sur le site de l'ONS.